# Украинское орнитологическое общество имени К.Ф. Кесслера
Украинское орнитологическое общество имени К. Ф. Кесслера (укр. Українське орнітологічне товариство ім К.Ф.Кесслера) — украинское научное общество, объединяющее специалистов в области орнитологии, занимающихся изучением, охраной и рациональным использованием диких птиц, распространением орнитологических знаний.

## История

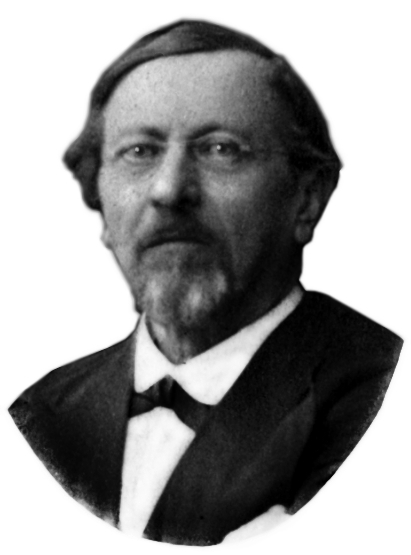
Карл Кесслер (1815—1881) — русский зоолог, профессор Киевского императорского университета, в честь которого было названо орнитологическое общество.

Общество основал украинский советский зоолог Владимир Михайлович Артоболевский в 1908 года в Киеве как «Киевское орнитологическое общество имени К. Кесслера». Председателем этого общества он был на протяжении 10 лет, редактировал издания общества, популяризировал биологические знания. Секретарем общества был Эдуард (Николай) Шарлемань, студент Артоболевского, в будущем активный исследователь фауны Украины. Общество действовало в рамках Украинского научного общества.
В марте 1914 года общество стало известным благодаря проведению выставки «Охрана природы». В апреле 1914 года Орнитологическое общество им. Кесслера, принимало участие в Киеве в охотничьей выставке и организовало особый раздел по охране хищных птиц. В 1914—1915 году Общество проводило специальные природоохранные курсы экскурсоводов по проведению экскурсий в природу, которые были организованы при Педагогическом музее. Зимой 1915—1916 годов во время Первой мировой войны музей общества сильно пострадал, поскольку в его помещении был устроен военный госпиталь.
В 1918 году общество прекратило свою деятельность в связи с созданием Украинской академии наук.
В 1984 году деятельность общества была возобновлена. Оно стало действовать при Академии наук УССР и базировалось в Институте зоологии АН УССР. Его организатором в это время был Михаил Воинственский — орнитолог, доктор наук, заведующий отделом фауны и систематики позвоночных Института зоологии АН УССР.
В дальнейшем общество продолжало действовать и формально существует при Институте зоологии НАН Украины.

## Современный период
Общество зарегистрировано в Минюсте Украины 2 июня 1994 года. На тот момент ответственное лицо на при регистрации от общества — Николай Клестов, президент общества — М. А. Воинственский. В 1996 году Общество выдало том своих трудов под названием «Труды Украинского орнитологического общества. Том 1.» (Киев, 1996). В этом томе было помещено и статью по случаю 80-летия Михаила Воинственского.
В разное время существовало четыре ячейки (отделения):
- центральное, «Украинское орнитологическое общество им. К. Ф. Кесслера» (в Киеве при Институте зоологии НАНУ)
- "Северо-восточное отделение Украинского орнитологического общества им. К. Ф. Кесслера "(Харьков, биофак Харьковского национального университета имени В. Н. Каразина)
- Азово-Черноморская орнитологическая рабочая группа, деятельность которой координируется Межведомственной Азово-Черноморской орнитологической станцией (Мелитополь, Мелитопольский ГПУ им. Б. Хмельницкого и Институт зоологии им. И. И. Шмальгаузена)
- западное отделение общества в 2004 году выделилась в самостоятельную организацию Западноукраинское орнитологическое общество[5][6], Львов, ДПМ).

Последнее собрание общества на базе центрального отделения состоялись в 1999 году, когда руководителем общества был избран Валентин Серебряков (президент). Прежний секретарь Глеб Гаврись не передал дела Общества (регистрационные документы, оригинал утвержденного Устава, протоколы заседания Совета общества, финансы и др. материальные ценности), что не дало возможности дальнейшей работе Общества. На 2016 год никакой активности в Обществе со стороны центральных институтов Академии наук не известно, что свидетельствует о фактическом прекращении деятельности центральной ячейки Общества после собрания 1999 года. Несмотря на это, многие орнитологи и исследователи в сведениях о себе до сих пор отмечают, что являются членами орнитологического общества имени К. Кесслера с определенного года).
После угасания работы центрального отделения, львовская и харьковская ячейки Общества действуют автономно. В частности, в 2009 году северо-восточное (Харьковское) отделение Общества провело конференцию «Чтения памяти Александра Крапивна» и выдало соответствующий том научных трудов, в котором указано, что издание подготовлено силами этого общества.